# أوزو
أوزو هي واحة صغيرة وقرية تقع في مقاطعة تبستي الشرقي بمنطقة تبستي في أقصى شمال تشاد، في شرق القرية تقع قزندي وفي جنوبها تقع قرية برداي على بعد 66 كيلو متر حيث هي مركز المقاطة الواقعة بها أوزو.

## الموقع
تقع القرية على إحداثيات خط العرض 21.81556 درجة شمالاً وخط الطول 17.42944 شرقاً. القرية تقع في واحة عند منخفض حيث مجرى نهر حال طول الأمطار.

## التاريخ
كانت القرية نقطة محورية في الصراع التشادي الليبي حيث نسبت إليها قطاع أوزو الذي يعتبر جزء من ليبيا بناء على الإتفاق بين إيطاليا مستعمرة ليبيا وفرنسا مستعمرة تشاد بتخلي فرنسا عن الشريط المحادي لليبيا الإيطالية يوم 7 من شهر يناير عام 1935.